# Drakula
Drákula je izmišljena oseba, najbolj slaven vampir. Grozljivko s tem naslovom je napisal irski pisec Bram Stoker leta 1897. Po knjigi je bilo posnetih več različic filma o Drakuli.

## Legenda o Drakuli
V romunščini »dracul« pomeni hudiča ali zmaja, verjetno so ta pridevnik dobili pogumni romunski bojevniki med 14. in 19. stoletjem ter vitezi Zmajevega reda. »Dracula« (Drakula) pa je pozdrav, ki je pomenil »sin dracul«. Izmed teh sinov je najznamenitejši transilvanski vladar Vlad III. Tepes (1431-1476). Njegov oče Vlad Dracul postane princ Vlaške po paktu z ogrskim kraljem. Ko ogrski kralj umre, sklene novo zavezništvo s turškim sultanom, vendar Ogri leta 1442 premagajo Turke in Vlad Dracul izgubi transilvanski prestol. Ponovno si želi pridobiti prestol v večletnih vojnah, med tem ga zajamejo Ogri in delo nadaljuje sin Drakula, ki za nekaj mesecev zasede Vlaško 1448 in za kar 6 let leta 1456. Med svojo vladavino je pobil več kot 40.000 očetovih sovražnikov, izdajalcev in brezčastnih trgovcev. Od tod verjetno izhaja legenda o vampirju, ki jo je pozneje povzelo več piscev.

## Splošno o Drakuli
Roman Drakulo je leta 1897 napisal irski pisatelj Bram Stoker. Glavni antagonist je bil vampirski grof Drakula.
Drakulo so razvrstili v več literarnih žanrov, med drugim v vampirsko literaturo, med srhljivke, gotski roman in med invazijsko literaturo. Glede na strukturo gre za pisemski roman, kar pomeni, da je napisan v pismih, dnevniških zapiskih, ladijskih dnevnikih, ipd. Literarni kritiki so preiskali mnoge teme v romanu kot je npr. vloga žensk v viktorijanski kulturi, konvencionalna in konzervativna spolnost, imigracije, kolonializem, postkolonializem in folkloro.

## Povzetek zgodbe
Roman v glavnem sestavljajo dnevniški vpisi in pisma, katere so napisali različni pripovedovalci. Ti pripovedovalci so obenem tudi glavni protagonisti romana. Stoker pa je zgodbo občasno začinil še s časopisnimi izrezki, katerih dogodkom naši pripovedovalci niso bili vedno priča.
Zgodbo začne pripovedovati Jonathan Harker. Gre za novopečenega angleškega nepremičninskega svetovalca, ki potuje z vlakom in kočijo vse od Anglije pa tja do sesedajočega se starega gradu grofa Drakule - ta se nahaja v Karpatih na meji med Transilvanijo in Moldavijo. Cilj njegove naloge je, da ponudi Drakuli pravno podporo v zvezi s transakcijo neke nepremičnine. Potek celotnega opravka nadzira Harkerjev delodajalec Peter Hawkins iz Exetra v Angliji. Na začetku ga je Drakula očaral s svojim veličastnim vedenjem, a prav kmalu je Harker spoznal, da je postal ujetnik tega zloveščega dvorca. Začel je tudi spoznavati vznemirjajoče aspekte Drakulinega nočnega življenja. Neko noč, ko je iskal svojo pot ven iz gradu, je padel pod urok treh brezmilostnih ženskih vampirk, Drakulinih nevest. V zadnjem trenutku ga je rešil grof, ki je želel ohraniti Harkerja dovolj dolgo pri življenju, da bi ga oskrbel s preostankom pravnih nasvetov in ga poučil o Angliji in Londonu. Harker je komaj pobegnil iz gradu.
Malo zatem ruska ladja Demeter dvigne sidro v Varni in v času hudega neurja prispe na obrežje Whitbya v Angliji. Vsi člani posadke manjkajo in veljajo za mrtve. Najdejo le truplo kapitana, ki je privezano na krmilo. Najdejo dnevnik kapitana, v katerem so zapiski o nenavadnih dogodkih, ki so jih spremljali med potjo. Ti dogodki so vodili do postopnega izginotja celotne posadke. Menili so, da se na nesrečnem plovilu nahaja neka zlonamerna osebnost. Opisana je bila tudi žival, ki naj bi skočila z ladje na obrežje in je izgledala kot ogromen pes. Tovor z ladje pa so označili kot srebrni pesek in škatle polne zemlje iz Transilvanije.
Prav kmalu Dracula izsledi Harkerjevo predano zaročenko Wilhelmino (Mino) Murray in njeno prijateljico Lucy Westenra. V enem dnevu Lucy zaprosijo za roko kar trije gospodje: zdravnik John Seward, Quincey Morris in hvalevredni Arthur Holmwood (kasnejši Lord Godalming). Lucy zavrne Sewarda in Morrisa ter sprejme snubitev Arthurja Holmwooda. Kljub zavrnitvam se odločijo, da bodo vsi ostali prijatelji. Drugo omembe vredno srečanje je tisto med Drakulo in Sewardovim bolnikom, Renfieldom. Renfield je nor moški, ki je insekte, pajke, ptiče in ostala bitja, glede na njihovo velikost, z namenom, da posrka njihovo življenjsko energijo. Renfield deluje kot nek posrednik, ki zbira sledove za Drakulo in ga obravnava kot gospodarja.
Lucy prične izginjati na nenavadne načine. Vsi njeni snubci se vznemirijo in Seward pokliče iz Amsterdama svojega starega učitelja Abrahama van Helsinga. Van Helsing takoj odkrije, kaj je narobe z Lucy, a se trudi ne prehitro sklepati. Ve namreč, da bo Sewardova vera vanj omajana, če prične govoriti o vampirjih. Van Helsing poskusi z množičnimi krvnimi transfuzijami, a očitno je, da ne pomaga nič več. Na večer, ko se mora Van Helsing vrniti v Amsterdam (in je njegovo sporočilo Sewardu, naj pazi na posestvo Westenrajevih, ponesreči poslano na napačen naslov), Lucy in njeno mati napade volk. Ga. Westenra, ki ima težave s srcem, umre od strahu, Lucy pa očigledno umre kmalu zatem.
Lucy pokopljejo, a že kmalu po njenem pogrebu se pojavijo članki v časopisih, ki govorijo o pogrešanih in preganjanih otrocih. Otroke naj bi ponoči lovila »bledolična dama«, nekateri so jo celo označevali kot lepo. Van Helsing je vedel, da je to Lucy, ki je postala vampir. Odloči se, da bo Sewardu, lordu Godalmingu in Morrisu, povedal vso resnico. Van Helsing jo skupaj z njenimi snubci poišče in po vznemirjajočem soočenju med njo in Arthurjem, ji prebodejo srce, jo obglavijo in napolnijo njena usta s česnom.
V tem času se Jonathan Harker vrne z okrevanja v Budimpešti (kjer se mu je Mina pridružila in se z njim poročila). On in Mina se tako pridružita koaliciji, ki osredotoči svoje delovanje na obračun z grofom Drakulo.
Ko Drakula izve za zaroto proti njemu, se odloči maščevati. Tako prične obiskovati Mino in jo vsaj trikrat ugrizne. Drakula dovoli Mini piti tudi njegovo kri, tako da se med njima ustvari duhovna vez, s katero lahko Mino nadzira. Edini način, s katerim se to da preprečiti, je da ubijejo Drakulo. Mina počasi podlega krvi vampirja, ki teče skozi njene vene. Tako pada iz stanja podzavesti v stanje delnega transa, v katerem je z Drakulo telepatsko povezana. Ravno skozi to vez pričnejo slediti Drakulinim premikom. Kje je Drakula, lahko ugotovijo le, ko hipnotizirajo Mino. Ta zmožnost pa postaja vedno slabša, bolj ko se gradu približujejo.
Drakula pobegne nazaj v Transilvanijo v svoj grad. Sledi mu skupina z Van Helsingom na čelu. Tik pred sončnim zahodom ga najdejo in ga uničijo, tako da mu z nožem prerežejo vrat ter mu ga kasneje zapičijo v srce. Drakula se spremeni v prah. Njegov urok se izniči in Mina nima več znakov ugrizov. Preživeli se vrnejo v Anglijo.